# Arkiv
Et arkiv er en samling af historiske dokumenter eller et fysisk sted, hvor de er samlet. Arkiver indeholder dokumenter der er primære kilder, som er blevet samlet af et individ eller en organisation, og bliver gemt for at vise funktionen af personen eller organisationen. Professionelle arkivarer og historikere opfatter normalt arkiver som registre, der er blevet skabt af naturlige eller nødvendige årsager som resultat af juridisk, handels, administrative eller sociale aktiviteter. De er blevet metaforisk defineret som "sekreter af en organisme", og adskiller sig fra dokumenter, der bevidst er skrevet eller skabt til at formidle et bestemt budskab til eftertiden.
Generelt består arkiver af optegnelser, der er blevet udvalgt til permanent eller langsigtet bevaring på grund af deres varige kulturelle, historiske eller bevismæssige værdi. Arkivalier er normalt upublicerede og næsten altid enestående, i modsætning til bøger eller tidsskrifter, hvor der finde mange ens eksemplarer. Det betyder, at arkiver er helt forskellige fra biblioteker med hensyn til deres funktioner og organisation, selvom arkivsamlinger ofte kan findes i biblioteksbygninger.
En person, der arbejder på et arkiv, kaldes en arkivar. Studie og praksis med organisere, bevare, og give adgang til information og materiale i arkiver kaldes arkivvidenskab. Den fysiske oplagringssted kan betegnes som et arkiv eller lager.

## Forskellige typer af arkiver
I Danmark findes der forskellige typer af arkiver, som tager vare på historisk arkivmateriale og stiller det til rådighed for offentligheden på læsesalene, bl.a.:
- Rigsarkivet indsamler, registrerer og bevarer i henhold til Arkivloven den offentlige administrations arkivalier fra staten, regioner og nogle kommuner og fungerer samtidig som forskningsinstitution.
- Stadsarkiver indsamler, registrerer og bevarer i henhold til Arkivlovens § 7 dokumenter skabt af den kommunale forvaltning.
- Lokalhistoriske arkiver indsamler, registrerer og bevarer arkivmateriale skabt af private såsom virksomheder, foreninger og privatpersoner fra et afgrænset lokalområde.